# Comité des chefs d'état-major interarmées
Pour les articles homonymes, voir Comité des chefs d'état-major (homonymies) et JCS.
Le Comité des chefs d’état-major interarmées (en anglais : Joint Chiefs of Staff, JCS) comprend les membres les plus gradés de chaque branche des Forces armées des États-Unis, conseillant le Président des États-Unis, le Secrétaire à la Défense et de la Sécurité Intérieure.
Ce comité est composé d'un Président, d'un Vice-Président et des chefs d'État-major de l'US Army, US Marine Corps, US Navy, US Air Force, US Space Force et de la Garde nationale. Pour certaines réunions, le Commandant des garde-côtes, dépendant du Département de la Sécurité Intérieure peut être convié.
Le siège du JCS est au Pentagone.
Le comité des chefs d'état-major interarmées est préside par le général Dan Caine depuis le 11 avril 2025.

## Composition (en 2025)

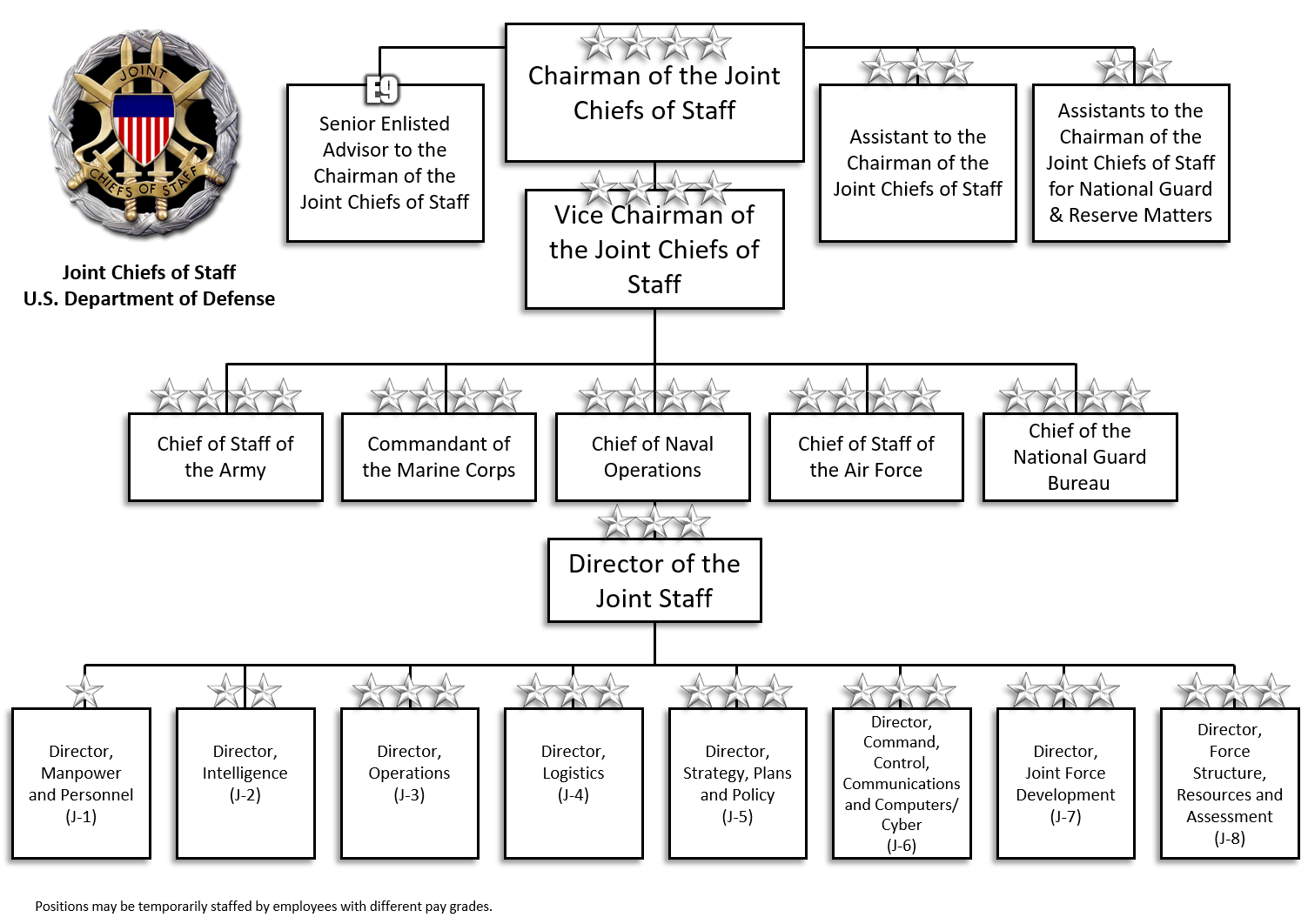
Organigramme du Joint Chief of Staff en 2018, avant l'établissement de la force spatiale en 2020.

| Poste | Portrait | Nom                              | Armée                      | Date de début     | Nommé par    | Drapeau |
| --- | -------- | -------------------------------- | -------------------------- | ----------------- | ------------ | ------- |
| Président du comité |          | Général Dan Caine                | United States Air Force    | 11 avril 2025     | Donald Trump |         |
| Vice-président |          | Amiral Christopher W. Grady (en) | United States Navy         | 20 décembre 2021  | Joe Biden    |         |
| Chef d'état-major de l'armée de terre des États-Unis                                                                                                   |          | Général Randy A. George (en)     | United States Army         | 21 septembre 2023 | Joe Biden    |         |
| Commandant du Corps des Marines |          | Général Eric Smith (en)          | United States Marine Corps | 22 septembre 2023 | Joe Biden    |         |
| Chef des opérations navales |          | Amiral James W. Kilby (en)       | United States Navy         | 21 février 2025   | Intérim      |         |
| Chef d'état-major de l'armée de la Force aérienne des États-Unis                                                                                       |          | Général David W. Allvin (en)     | United States Air Force    | 2 novembre 2023   | Joe Biden    |         |
| Chef des opérations spatiales |          | Général B. Chance Saltzman (en)  | United States Space Force  | 2 novembre 2022   | Joe Biden    |         |
| Chef du Bureau de la Garde nationale |          | Général Steven S. Nordhaus (en)  | United States Air Force    | 2 octobre 2024    | Joe Biden    |         |
| Membre dépendant du Département de la Sécurité Intérieure et siégeant occasionnellement lors de guerres ou menace nationale, sur demande du Président. |          |                                  |                            |                   |              |         |
| Commandant des gardes-côtes |          | Amiral Kevin Lunday (en)         | United States Coast Guard  | 21 janvier 2025   | Intérim      |         |

## Histoire
Le 20 juillet 1942, l’amiral William D. Leahy devint le commandant en chef de l’US Army et de l'US Navy mais il ne fut pas, formellement, le président du Comité des chefs d’état-major car cette fonction ne fut créée qu’en 1949 et le premier titulaire en fut le général de l’US Army Omar Bradley.
Après la réorganisation des forces armées entreprise en 1986 par le Goldwater-Nichols Act, les membres du Comité des chefs d’état-major interarmées (Joint Chiefs of Staff) n’ont pas de pouvoirs opérationnels directs sur les forces militaires des États-Unis.

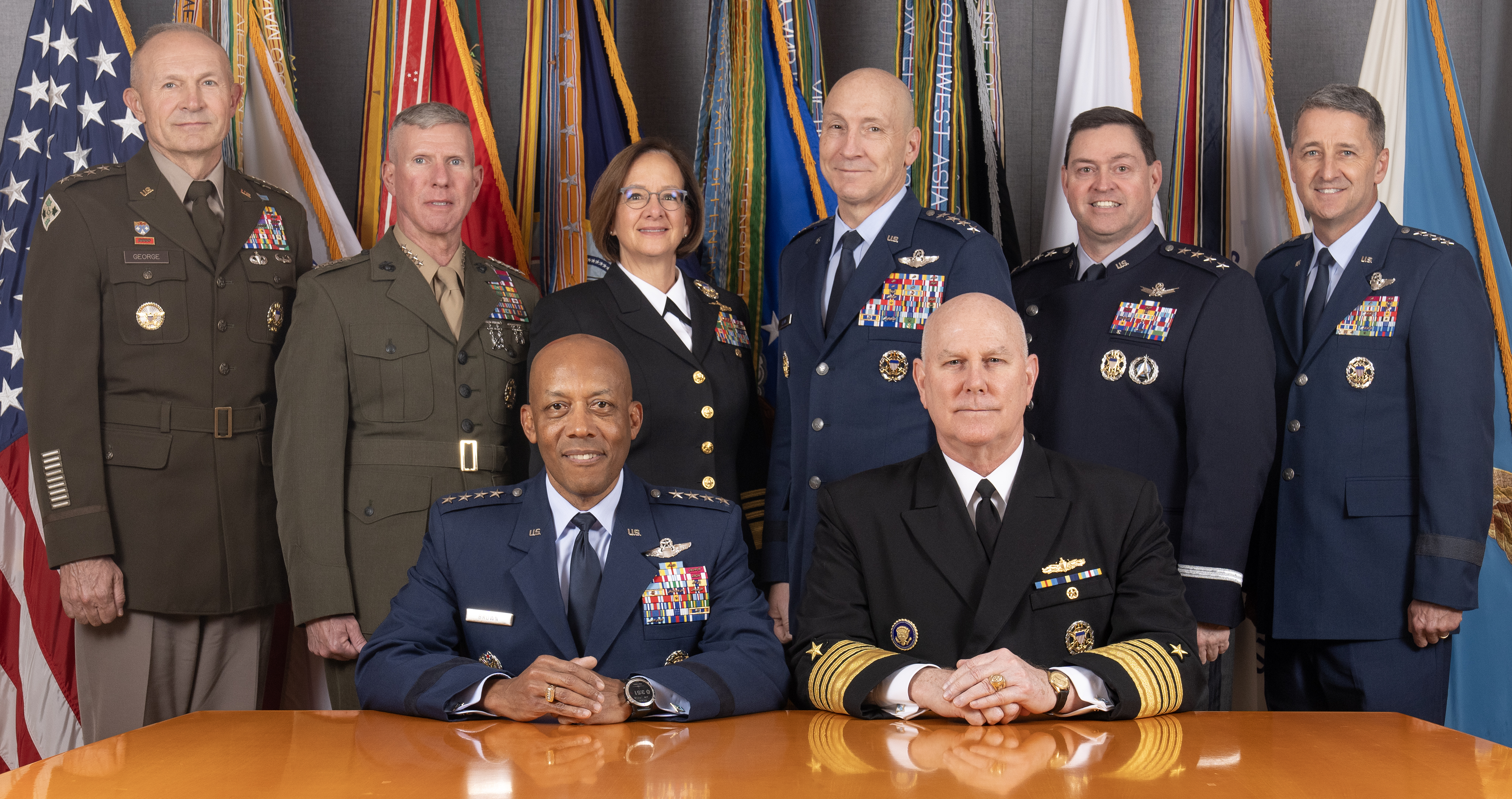
Comité des chefs d'état-major interarmées (2024)

Aujourd’hui, la responsabilité première du Comité est de maîtriser la préparation des différents services concernés. Il a également pour fonction de conseiller le président des États-Unis et le secrétaire à la Défense sur les problèmes militaires.

## Chef d'État-Major des armées
Le chef d'État-Major des armées des États-Unis (en anglais, Chairman of the Joint Chiefs of Staff) est, de par la loi, l’officier militaire de rang le plus élevé des Forces armées des États-Unis. Il préside en effet le Comité des chefs d’état-major interarmées.